# Fargesia farcta
Fargesia farcta är en gräsart som beskrevs av Tong Pei Yi. Fargesia farcta ingår i släktet bergbambusläktet, och familjen gräs. Inga underarter finns listade i Catalogue of Life.